# Wang Xiaozhu
Wang Xiaozhu (15 de maio de 1973) é uma arqueira chinesa, medalhista olímpica.

## Carreira
Wang Xiaozhu representou seu país nos Jogos Olímpicos em 1992 e 1996, ganhando a medalha de prata por equipes em 1992.